# Луцк (станция)
Луцк (укр. Луцьк) — железнодорожная станция Львовской железной дороги, расположенная в городе Луцк Волынской области Украины.

## История

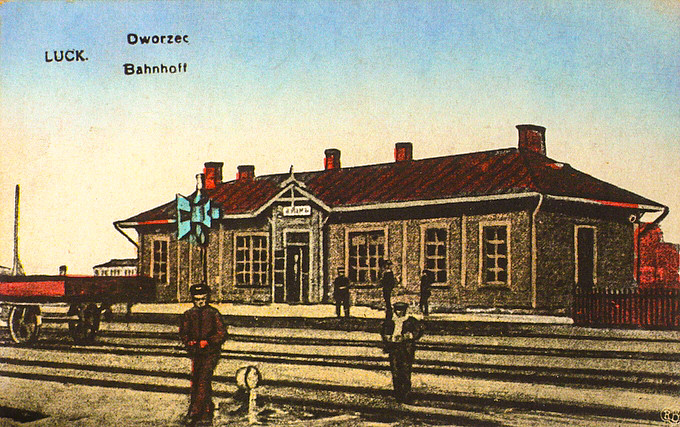
Луцкий вокзал на открытке XIX ст.

Железная дорога от Киверцев до Луцка была построена по приказу Александра III в 1890 году и открыта 10 сентября. Это дата открытия в городе первого железнодорожного вокзала.
Станция имела первоначальное название «Луцк-Город».
Долгое время станция являлась тупиковой, пока в 1925 году не был построен участок до пригорода Львова (Луцк — Подзамче).
В 1963 году станции Луцк-Город и расположенную рядом грузовую станцию Луцк-Восточный объединили под названием Луцк.
В 2003 году станция была электрифицирована в составе 13-километрового отрезка Киверцы — Луцк.
В 2011—2012 годах был осуществлён капитальный ремонт железнодорожного вокзала, в результате чего был полностью изменен его внешний и внутренний вид, добавлена декоративная башня с часами.
Интересна история о том, почему Луцкий вокзал построили с одним куполом, а не с тремя. По проекту архитектора Андроша Бидзиля вокзал в Луцке должен иметь три купола.
Когда Волынская область презентовала проект строительства вокзала начальнику Львовской железной дороги, возникло недоразумение. «Львов — не Луцк» — с такими словами отказали строить на Луцком вокзале три купола. А все потому что на Львовском вокзале также возвышались три больших купола.

## Движение

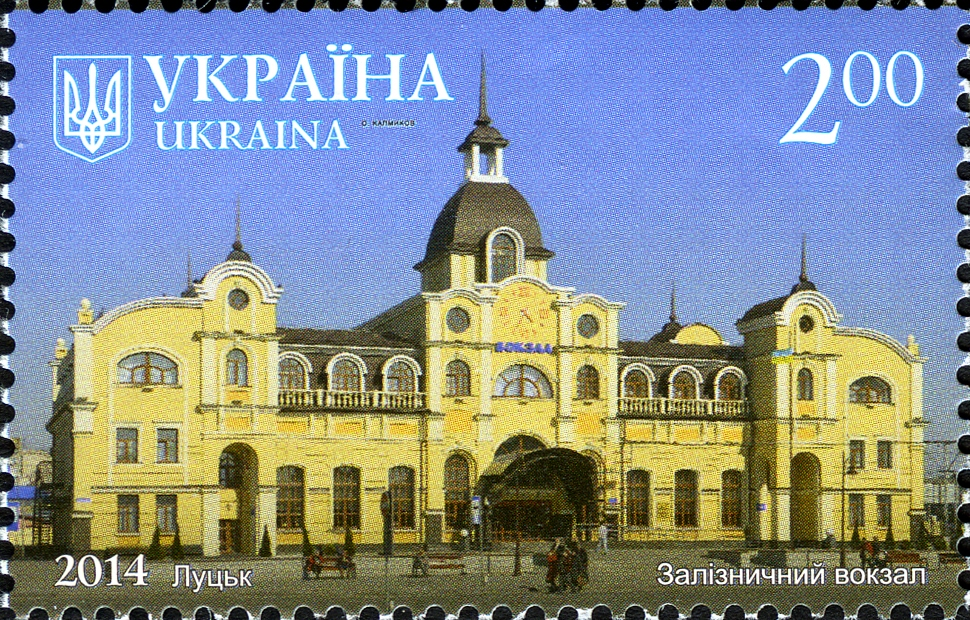
Здание вокзала на марке «Укрпочты» (2014)

Через станцию проходят электропоезда на Киев, Ковель, дизель-поезда на Киверцы, Стоянов, Сапежанку, рельсовый автобус на Львов и обратно (без остановок).
Есть электрички, которые останавливаются в Киверцах без заезда в Луцк. На них осуществляется подвоз другими пригородными поездами.
С 6 марта 2015 станция имеет соединение с Тернополем через Ровно, Дубно, Радивилов, Броды, Красное, Берёзовку.

## В культуре
В 2014 году на знаке почтовой оплаты, выпущенном Укрпочтой, (почтовая марка № 1412;  (Mi #1452)) изображён железнодорожный вокзал города Луцк.